# Étang de Haute-Vilaine
L'étang de Haute Vilaine est une étendue d'eau d’Ille-et-Vilaine à l'est de Vitré, situé dans la partie amont de la vallée de la Vilaine, à cheval sur les communes de La Chapelle-Erbrée et Saint-M'Hervé.

## Géographie

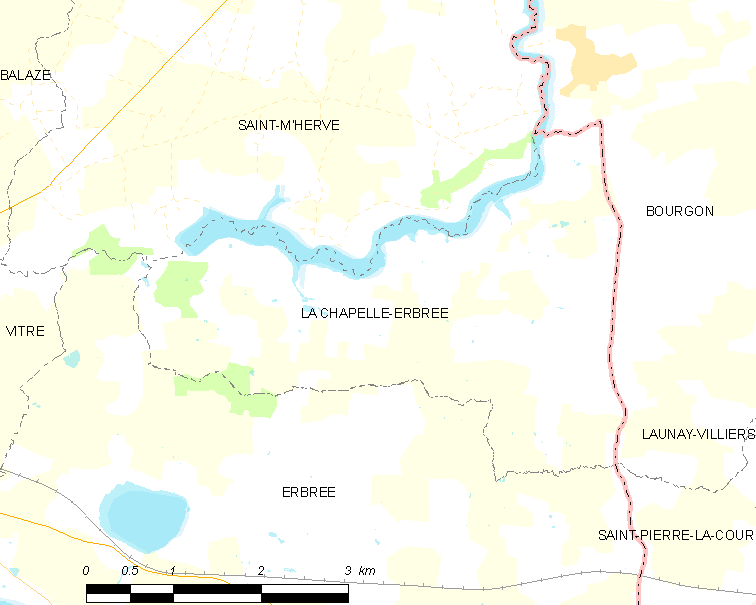
L'étang de Haute-Vilaine.

### Topographie
Créé en 1982, l'étang est un vaste plan d'eau douce de 155 hectares, soit 8 millions de mètres cubes de liquide (6 kilomètres de long, 0,3 kilomètre de large et 13 mètres de profondeur maximale).

### Hydrographie
L'étang est le réceptacle du cours d’eau de la Vilaine, mais aussi de divers ruisseaux (ruisseau de la ville étable, ruisseau du Mainerie, etc.)

## Finalités
Bien que ne servant pas de production d’eau potable, il existe un point de captage en aval du barrage au lieu-dit du Pont-Billon à Vitré.
L’étang a pour mission  :
- le soutien de l’étiage de la Vilaine ;
- l’écrêtage de crue pour Vitré et Rennes, situé en aval.

Le développement de cyanobactéries a conduit le SDAGE Loire-Bretagne à identifier cet étang pour des mesures de rééquilibrage de la fertilisation, notamment du phosphore.

## Faune et flore de l'étang
L'étang recèle de nombreuses espèces d'oiseaux sédentaires ou migrateurs et est classé en ZNIEFF de type 2 depuis 1990 (18 espèces déterminantes et 292 autres espèces présentes sur l'étang).

## Qualité de l'eau de l'étang
Conformément à la directive-cadre sur l'eau, l'étang doit atteindre le bon état écologique de l'eau. Les évaluations effectuées montrent l'état écologique suivant :
| état écologique de l'étang | 2010     | 2011     |
| -------------------------- | -------- | -------- |
| état écologique            | Médiocre | Médiocre |

## L'organisation administrative
Les communes qui bordent l'étang sont au nombre de trois : La Chapelle-Erbrée, Saint-M'Hervé et Bourgon.

## Site touristique et récréatif

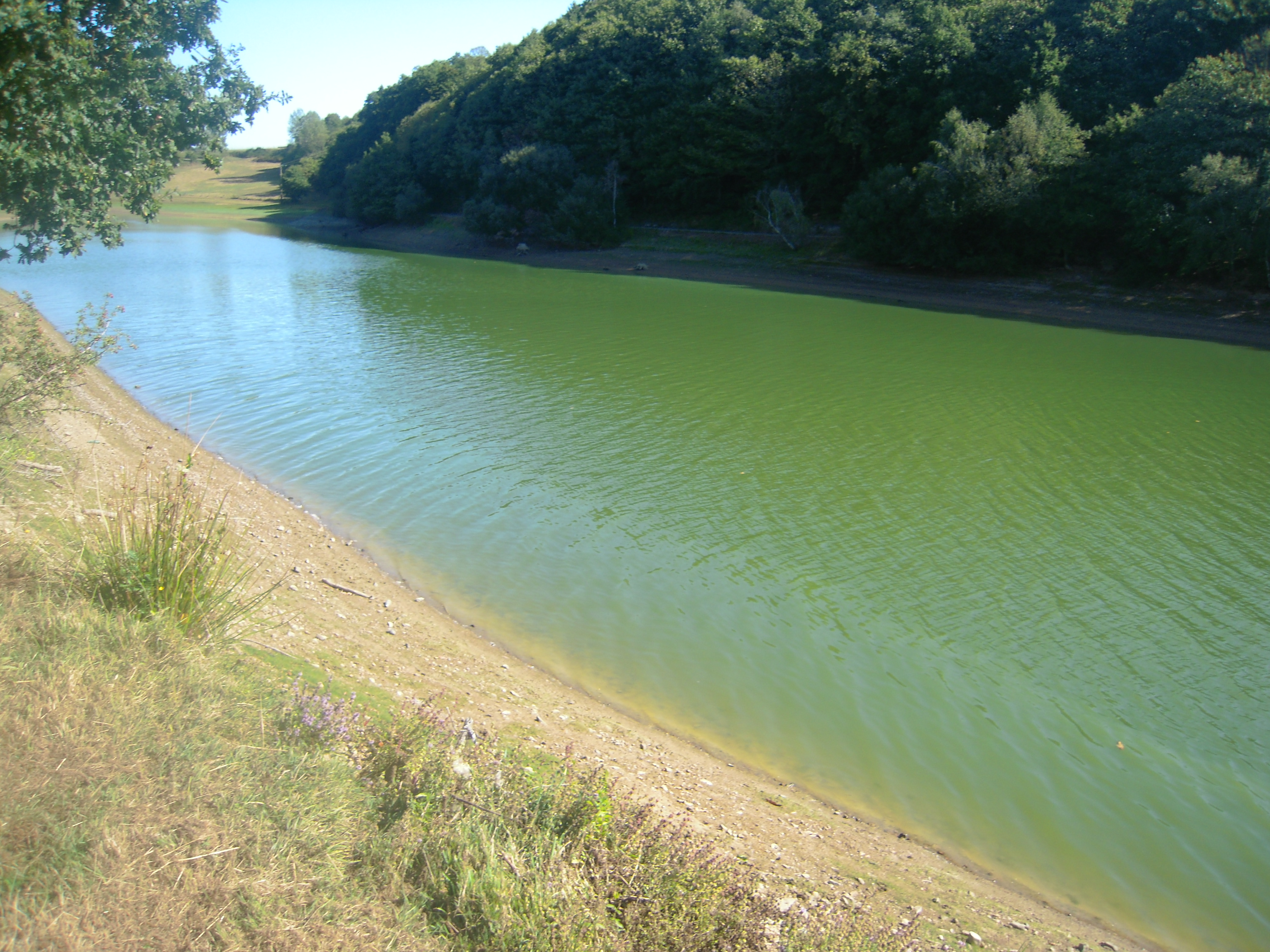
Cyanobactéries au barrage de Haute-Vilaine.

L'étang de Haute-Vilaine accueille : 
- un centre nautique ;
- une plage artificielle.

Toutefois, le développement de cyanobactéries conduit à des interdictions de baignade certains étés.